# 오양순
오양순(1948년 5월 10일~)은 대한민국의 약사 출신 정치인이다. 제15대 국회의원을 지냈다.

## 역대 선거 결과
|  | 34.5% |

|  | 39.81% |